# 포스터 앤드 파트너스

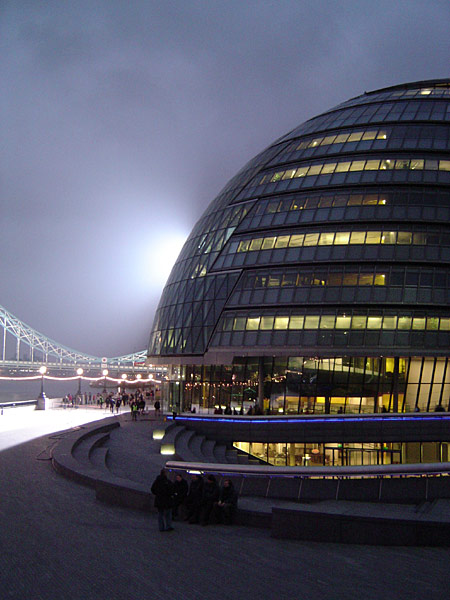
런던 시청. 야경.

포스터 + 파트너스(Foster and Partners)는 영국의 건축설계회사이다. 노먼 포스터가 창립하였는데, 회사의 명성은 그와 관련 깊다. 눈에 띄는 유리-강철제 건축물을 많이 설계하였다. 특히 공항 디자인에 유명세를 얻고 있다.
1967년 노먼 포스터(Norman Foster)가 포스터 어소시에이츠라는이름으로 창립하였다. 그가 팀 4를 떠난 직후였다. 1990년대 들어 회사는 회사의 사명을 "포스터 + 파트너스"라는 이름으로 바꾸었는데, 사내에 포스터 외에도 여러 수석 건축가들도 있었기 때문에 명칭의 정확성을 기하기 위한 개명이었다.

## 주요 프로젝트
년도별 주요 프로젝트는 다음과 같다.

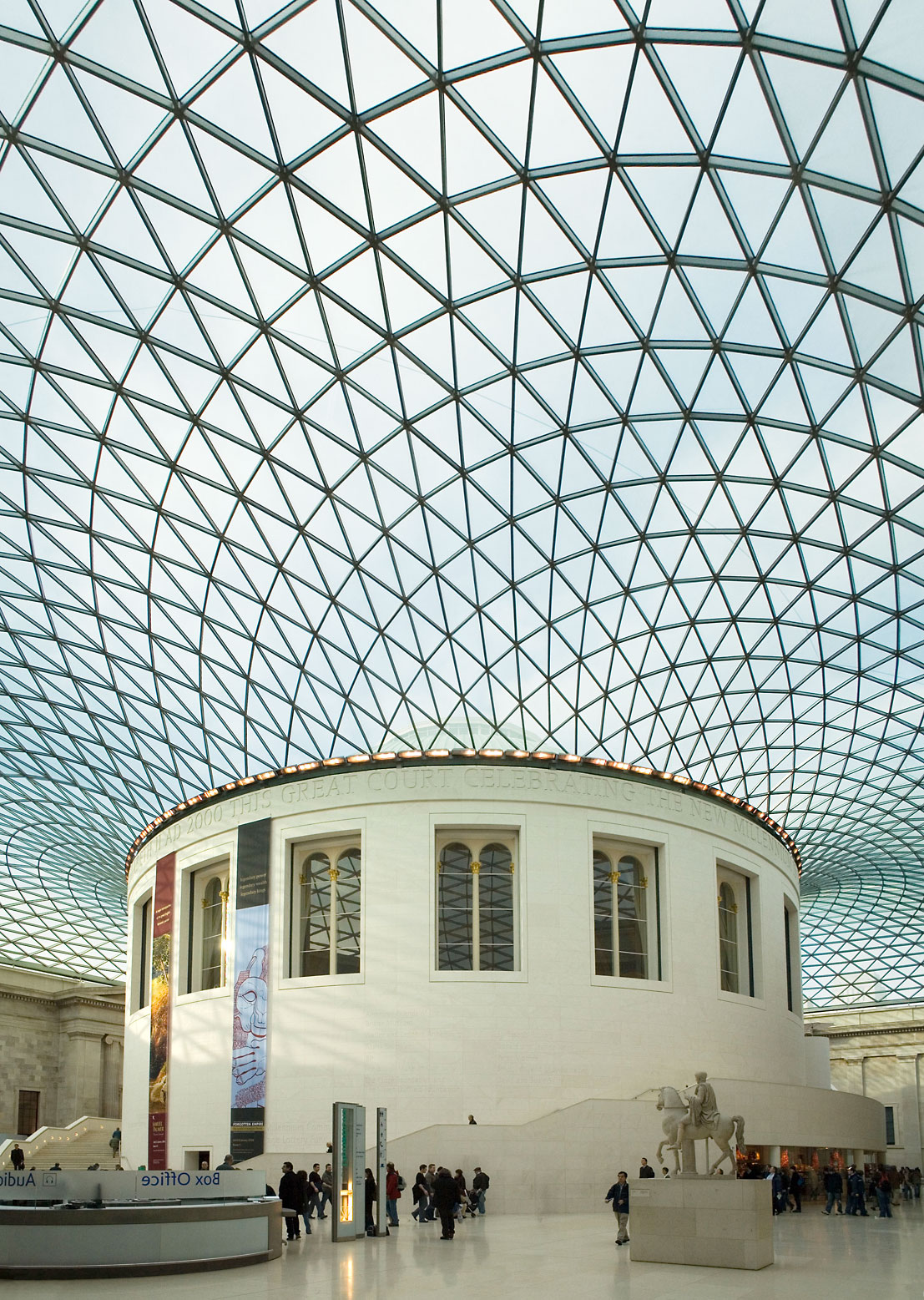
대영 박물관 엘리자베스 2세 그레이트 코트의 (쪽을 맞춘) 유리 천장. 매우 복잡한 곡면을 가지고 있다. 도넛을 가로로 쪼갰을 때의 그 윗쪽을 형상화하였다. 가운데 둥근 모양의 독서실이 그것을 받치고 있다.

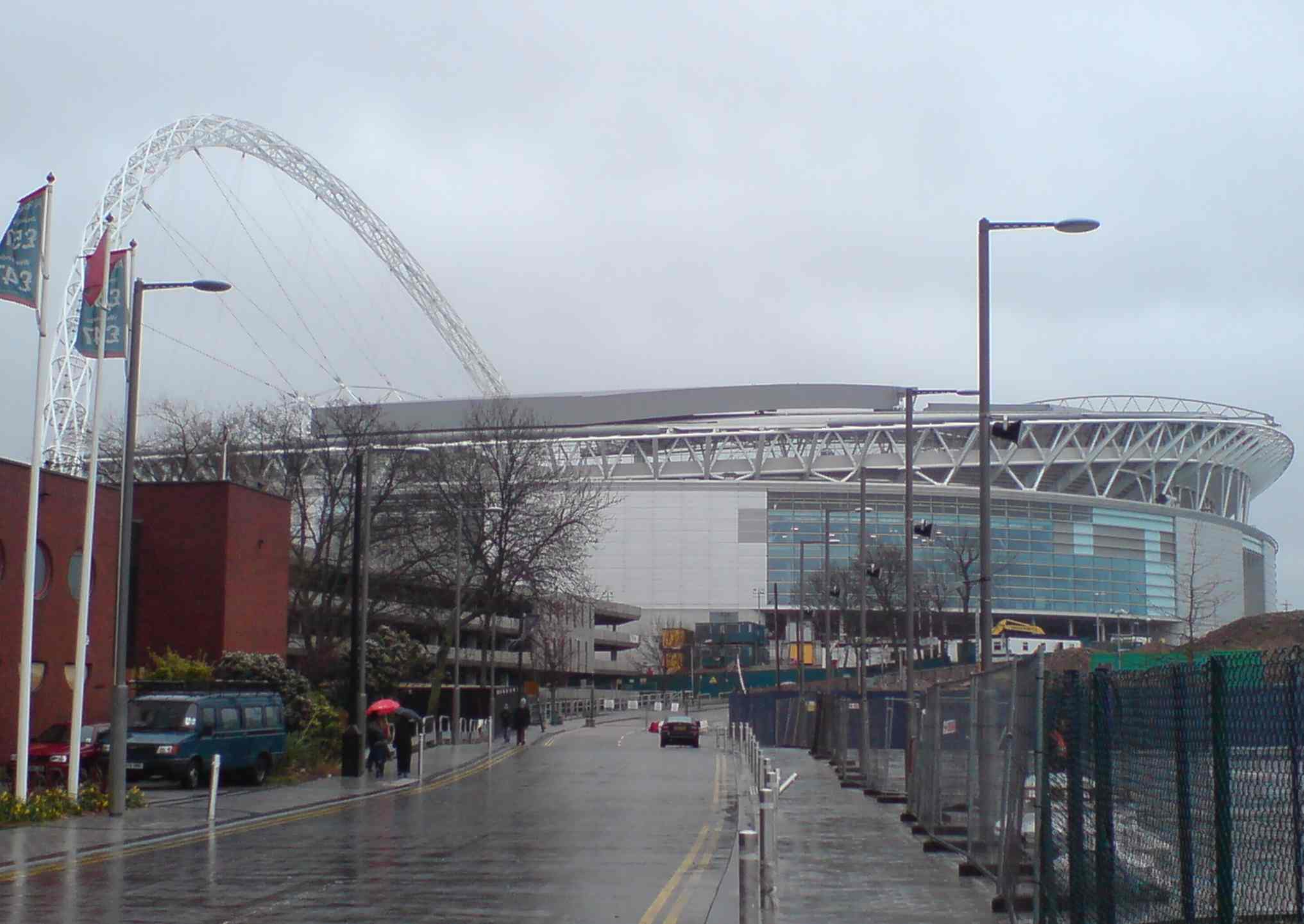
런던의 신 웸블리 경기장. 포스터+파트너스가 참여했던 건축 프로젝트 중 가장 논란이 많았던 프로젝트였다. 건축 설계는 1999년 일반인에 공개되었다. 스타디움 위에 "씌운" "장식관"이 특징이긴 하나, 2007년까지 수많은 공정 지연을 겪었다.

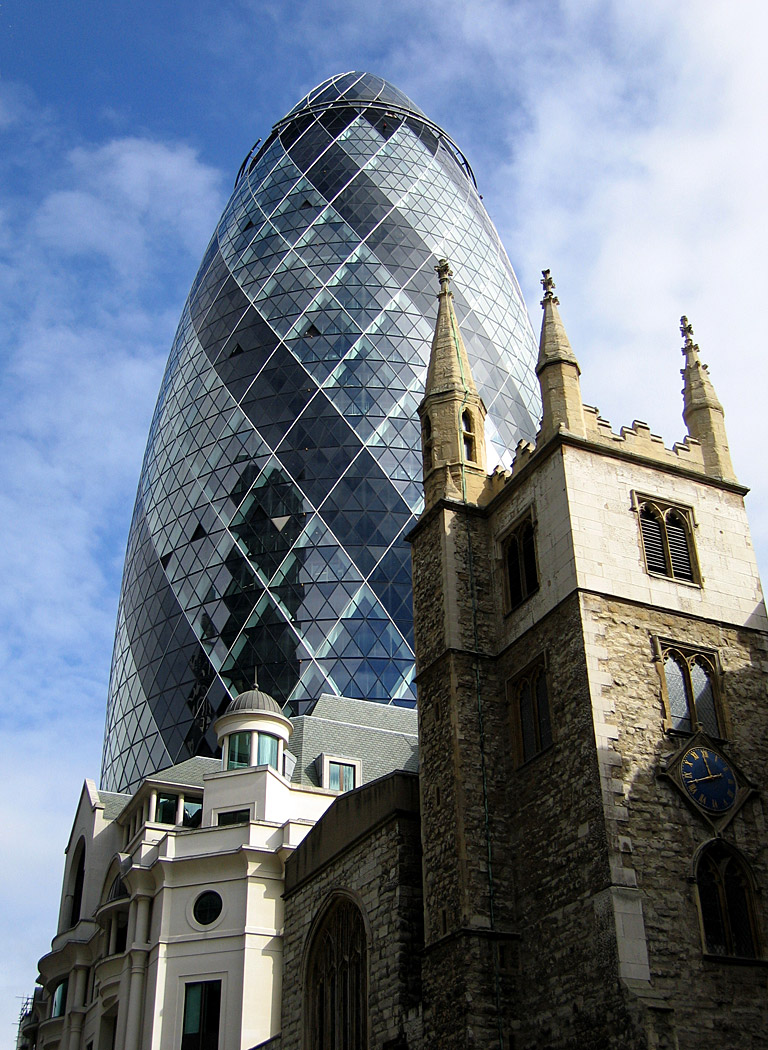
30 St Mary Axe, 런던에서 유명한 건물이다.

- 세인즈베리 영상 예술 센터, 영국 노리치, 이스트 앤글리아 대학교, 1978년.
- HSBC 홍콩 본점 빌딩, 1986년.
- 런던 스탠스테드 국제공항 터미널 건물, 영국, 1991년
- 캠브리지 대학교 법학부 건물, 1995년
- 메트로 빌바오 스페인, 1995년. 2호선은 2004년.
- American Air Museum, Imperial War Museum Duxford, 영국, 1997년 – 스털링 상 수상.
- 클라이드 오디토리엄, 스코틀랜드 전시 콘퍼런스 센터 복합건물의 일부, 글래스고, 1997년
- Commerzbank Tower, 독일 프랑크푸르트, 1997년.
- 홍콩 국제공항, 첵랍콕 공항, 홍콩, 1998년.
- Canary Wharf Underground Station, 영국, 런던, 199년.
- Reichstag building 재개발, 베를린, 1999년
- 밀레니엄 브리지 (런던), 런던, 1999/2002년.
- 대영 박물관 엘리자베스 2세 그레이트 코트, 2000년.
- 아락-타워, 독일 뒤셀도르프, 2001년.
- 런던 시청, 2002년.
- 30 St Mary Axe – 스위스 리 본사. 런던. 2004년. – 스털링 상 수상.
- 미요교, 세계 최고 높이의 교량 2004년.
- The Sage Gateshead, 영국. 2004년.
- 무어 하우스, 런던 월 120번지, 런던. 2005년.
- 웸블리 경기장 재개발. 2007년.
- 베이징 수도 국제공항 — 공사중.
- 런던 히드로 국제공항 동쪽 터미널. &ndash 2012년 완공 예정.
- 다나까 경영대학
- 신 대법원 청사. 싱가포르. 2005년.
- 평화 화해 궁전. 카자흐스탄 아스타나. 2006년 9월.
- 허스트 타워 (뉴욕 시), 뉴욕 시. 2006년 6월.
- 제임슨 하우스, 밴쿠버 – 미착공.
- U2 타워, 아일랜드. 2008년-2011년
- 캄프 누 재건축. 바르셀로나 – 2009년 시작.
- The Bow, 캘거리 – 2010년 완공 예정.
- Spaceport America, 미국 뉴멕시코주 – 2010년 완공 예정.
- 200 Greenwich Street, 뉴욕 시 – 2011년 완공 예정.
- 예일대학교 경영대학, 신 캠퍼스, 코네티컷주 뉴 헤이븐 – 2011년 완공 예정.
- 크로이든 게이트웨이, 런던 크로이든 – 2012년 완공 예정.
- 마스다르 시티 – 2010년대 완공 예정.
- 크리스털 아일런드 – 완공일자 미정.
- 러시아 본사(2020)[1][2]

## 수상 경력
RIBA 스털링 상
1998년, 덕스포드 제국 전쟁기념관, 덕스포드.
2004년, 스위스 리 빌딩, 30 St Mary Axe, "작은 오이."

## 같이 보기
- 노먼 포스터